# Museo de Alta
El Museo de Alta está localizado en Alta en el norte de Noruega. Es el museo veraniego noruego más visitado con más de 1000 visitantes cada día. Contiene muestras de cultura local y representaciones de las cercanas pinturas rupestres que forman parte del patrimonio de la Humanidad de la Unesco que tienen una antigüedad de 11.000 años. El museo abrió sus puertas en junio de 1991.
En 1993, el Foro Europeo de Museos le otorgó el Premio del museo europeo del año, galardón que reconoce cada año a los nuevos museos que han supuesto avances e innovaciones en el ámbito museístico. El museo galardonado alberga durante un año la estatua de Henry Moore The Egg, que simboliza el premio. 